# Seznam škotskih filozofov
Seznam škotskih filozofov.

## A
- John Abercrombie
- John Anderson (filozof)

## B
- Alexander Bain
- James Beattie
- Hugh Blair
- Hector Boece
- James Braid
- Thomas Brown (filozof)
- George Buchanan
- James Burgh

## C
- Edward Caird
- George Campbell (duhovnik)
- Thomas Carlyle
- Gershom Carmichael
- Paul Crowther

## D
- Augustus De Morgan
- Janez Duns Skot [Doctor Subtilis et Marianus]

## F
- Adam Ferguson
- James Frazer

## H
- William Hamilton, 9. baronet
- Alexander Henderson (teolog)
- Henry Home, Lord Kames
- David Hume

## K
- John Knox

## M
- Neil MacCormick
- Alasdair MacIntyre
- John Mair, 1467-1550
- James Mill
- John Millar
- John Henry Muirhead

## R
- Thomas Reid
- George Croom Robertson
- W. D. Ross

## S
- Andrew Seth Pringle-Pattison
- J. J. C. Smart
- Ninian Smart
- Adam Smith
- William Robertson Smith
- Dugald Stewart
- James Hutchison Stirling

## V
- John Veitch
- Florentius Volusenus

## Y
- Frances Yates